# Paltrockwindmühle Saalow

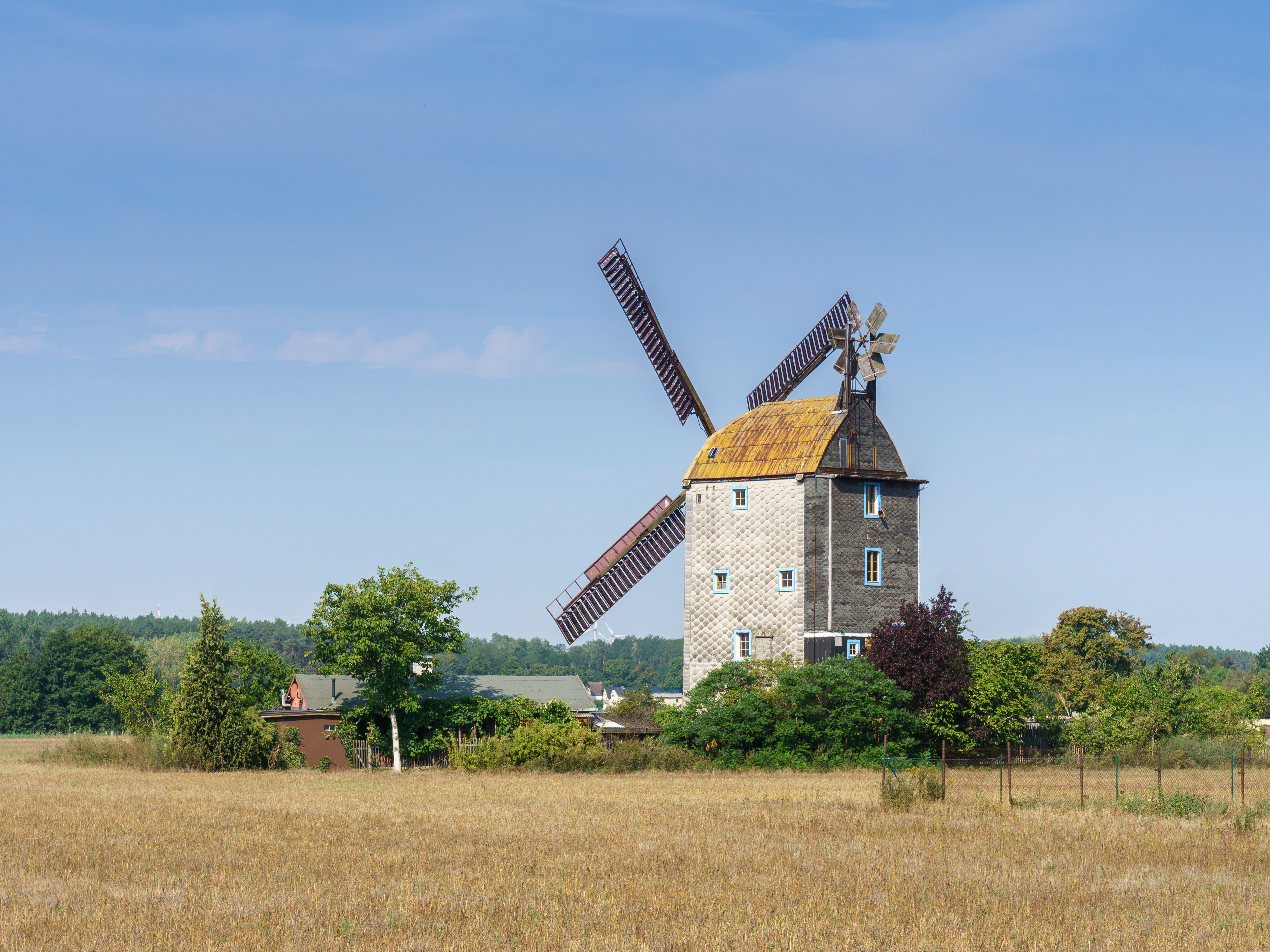
Saalower Paltrockwindmühle

Die Saalower Paltrockwindmühle ist eine unter Denkmalschutz stehende historische Paltrockwindmühle in Saalow, einem Ortsteil der Gemeinde Am Mellensee im Landkreis Teltow-Fläming (Brandenburg). Sie wurde Mitte 19. Jahrhundert in Berlin als Bockwindmühle erbaut und 1903 auf den Mühlenberg westlich des Ortskerns von Saalow versetzt. Sie ersetzte dort eine ältere, 1902 durch Blitzschlag und Brand zerstörte ältere Bockwindmühle. 1936 wurde sie an diesem Standort erneut abgebaut und an den heutigen Standort südöstlich des Ortskerns versetzt. Sie wurde dabei zur Paltrockwindmühle umgebaut. Sie war bis 1971 in Betrieb.

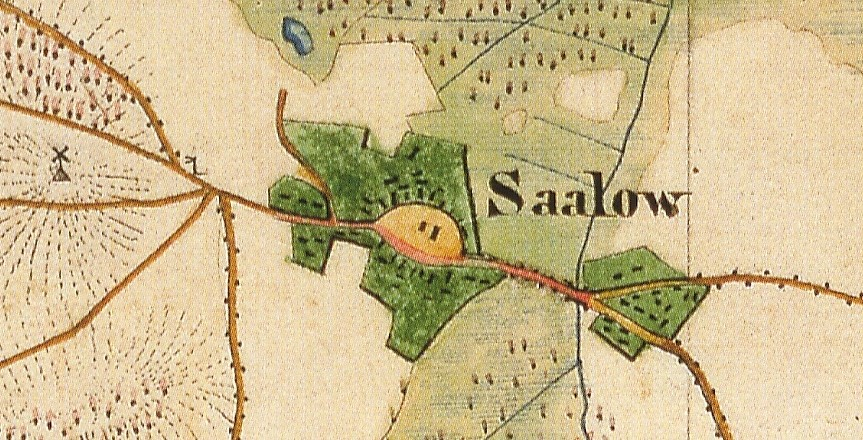
Saalow auf dem Urmesstischblatt 3846 Wünsdorf von 1841, mit ursprünglichem Mühlenstandort westlich des Ortskerns

## Geschichte
Der Ort Saalow stellt eine absolute Ausnahme in Brandenburg dar; er besitzt heute noch zwei Windmühlen, eine Scheunenwindmühle und eine Paltrockwindmühle. Die Scheunenwindmühle stand nicht ursprünglich in Saalow, sondern stammt aus Podemus (Ortschaft Mobschatz bei Dresden, Sachsen). Sie wurde dort 1974 abgebaut, in Einzelteile zerlegt und 1992/93 in Saalow wieder aufgebaut. Auch die Paltrockwindmühle wurde ursprünglich nicht in und für Saalow gebaut, sondern wurde Mitte des 19. Jahrhunderts als Bockwindmühle in Berlin erbaut. 1903 wurde sie in Einzelteile zerlegt nach Saalow gebracht und dort wieder aufgebaut.

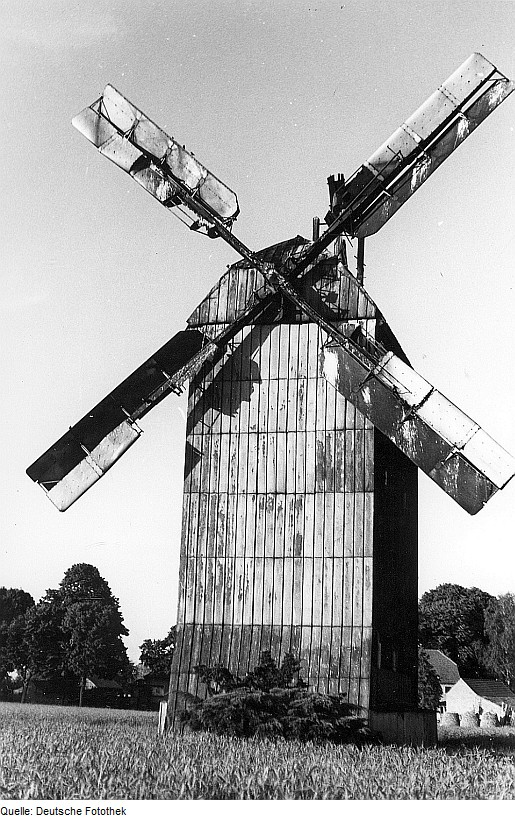
Paltrockwindmühle Saalow vor der Renovierung (1973)

Saalow besaß aber auch eine alte Windmühle, die bereits 1841 im Urmesstischblatt 3847 Wünsdorf eingezeichnet ist. Sie stand jedoch nicht am Standort der Paltrockwindmühle oder Scheunenwindmühle, sondern fast 600 Meter westlich des Ortskerns auf dem Mühlenberg (Lage: ). Der heutige Straßenname Mühlenberg weist noch auf diese alte Windmühle bzw. den alten Mühlenstandort in Saalow hin. 1818 wurde diese Windmühle durch den Müllermeister Carl Bider zu Kummersdorf erbaut.
Die Topographie der Untergerichte der Kurmark Brandenburg und der dazugeschlagenen Landesteile von 1837 erwähnt Saalow als Dorf nebst Windmühle. 1861 wird sie wiederum als Getreidemahlmühle erwähnt. Diese alte Windmühle wurde 1902 durch Blitzschlag und Brand vernichtet. 1903 wurde am alten Standort erneut eine Bockwindmühle errichtet. Diese Windmühle war ursprünglich als Bockwindmühle vermutlich in Schöneberg, damals noch bei Berlin, erbaut worden. 1888 wurde sie dort abgebaut und wurde zunächst in Mariendorf wieder aufgebaut. Sie wurde dort 1903 abgebaut und in Saalow neu aufgebaut. Zur Verbesserung der Wirtschaftlichkeit erhielt sie wenige Jahre später einen Hilfsmotor.
1935 wurde der damalige Mühlenberg bei Saalow vom Militärfiskus beschlagnahmt. Am alten Mühlenstandort wurden größere Hallen errichtet, in denen Ballone und Flugdrachen untergebracht wurden. Diese Geräte dienten zur Erforschung der Windströmungen für die Fliegerei. Die Mühle wurde abgebaut, und am östlichen Ortsende begannen die Betonarbeiten für den Unterbau der Mühle. Sie wurde nun nicht mehr als Bockwindmühle aufgebaut, sondern als Paltrockwindmühle. Diese sitzt auf einem Schienenkranz, auf dem die gesamte Mühle in den Wind gedreht werden konnte. Die Besonderheit an diesem Mühlentyp sind jedoch die besonders stromlinienförmigen Flügel, die eine höhere Leistung gegenüber Bockwindmühle und Holländerwindmühle erzielten. 1936 wurde die umgebaute Mühle am neuen Standort in Betrieb genommen. Bis 1966 wurde mit Wind gemahlen, Der Mühlenbetrieb konnte bis 1971 aufrechterhalten werden, nun allerdings mit einem Elektromotor zur Unterstützung. Zuletzt betrieb die Familie Göhrmann die Mühle. 1972 ging die Mühle in den Besitz von Bernd Maywald über, der sie 1974/75 restaurierte. Die Firsthöhe der Saalower Paltrockwindmühle beträgt 16,50 Meter, die Jalousienklappenflügel haben eine Spannweite von 22 Meter. Die Mühlentechnik ist noch vollständig erhalten mit drei Mahlgängen, Walzenstuhl, Quetsche, drei Wurfsichtern, Sackaufzügen, Aufzügen und Silos. Auch der Hilfsmotor ist noch vorhanden. Seit 1998 ist die Mühle im Besitz des Schriftstellers Jürgen Neffe, der dort bisher drei Biografien und zwei Romane schrieb.
Die Paltrockwindmühle Saalow ist ein eingetragenes Baudenkmal.

## Müller und Mühlenbesitzer
- 1818 Carl Bider[1]
- seit 1860 Karl Dümichen[6]
- ab 1897 Ferdinand Dümichen[6]
- seit 1. April 1912 Ferdinand Schulze[6]
- bis 1966 Fritz Schulze[6][4]
- bis 1971 Göhrmann
- seit 1972 Bernd Maywald
- seit 1998 Jürgen Neffe